# Anizy-le-Château

Anizy-le-Château este o comună în departamentul Aisne din nordul Franței. În 1 ianuarie 2018 avea o populație de 1.931 de locuitori.